# Клатскинај (Орегон)
Клатскинај (енгл. Clatskanie) град је у америчкој савезној држави Орегон.

## Демографија
По попису из 2010. године број становника је 1.737, што је 209 (13,7%) становника више него 2000. године.
| Група             | 2000.         | 2010.         |
| Белци             | 1.408 (92,1%) | 1.567 (90,2%) |
| Афроамериканци    | 1 (0,1%)      | 7 (0,4%)      |
| Азијати           | 10 (0,7%)     | 8 (0,5%)      |
| Хиспаноамериканци | 51 (3,3%)     | 65 (3,7%)     |
| Укупно            | 1.528         | 1.737         |